# Reichsstraße 336
Die Reichsstraße 336 (R 336) war bis 1945 eine Staatsstraße des Deutschen Reichs, die vollständig in den heutigen österreichischen Bundesländern Tirol (Osttirol) und Kärnten verlief. Die Straße nahm ihren Anfang an der damaligen Reichsstraße 21 in Dölsach bei Lienz und führte auf der Trasse der heutigen Drautal Straße B 100 über Oberdrauburg (Abzweig der Reichsstraße 337 zum Plöckenpass), Spittal an der Drau, wo die von Salzburg kommende ehemalige Reichsstraße 331 in sie einmündete, nach Villach, wo sie auf die damalige Reichsstraße 116 traf.
Ihre Gesamtlänge betrug rund 104 Kilometer.